# 特鲁莱-拉巴特
特鲁莱-拉巴特（法語：Trouley-Labarthe，法語發音：[tʁulɛ labaʁt]）是法国上比利牛斯省的一个市镇，属于塔布区。该市镇于1847年由原市镇特鲁莱（Trouley）和拉巴特（Labarthe）合并而成。

## 地理
特鲁莱-拉巴特（43°18'58"N, 0°14'28"E）面积4.39 平方千米，位于法国奧克西塔尼大區上比利牛斯省，该省份为法国西南部内陆省份，北至热尔省，西接大西洋比利牛斯省，南与西班牙接壤，东临上加龙省。
与特鲁莱-拉巴特接壤的市镇（或旧市镇、城区）包括：布伊尔德旺、昂坦、谢勒德巴、拉梅阿克、奥斯梅特。

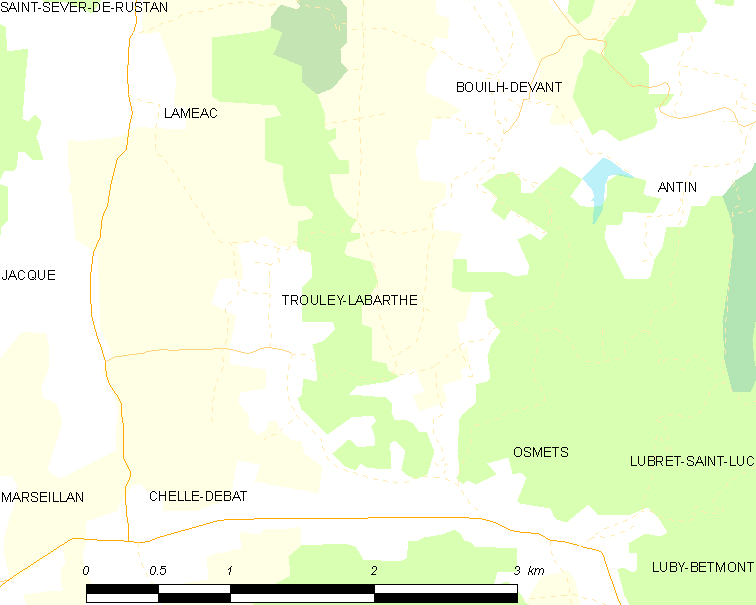
特鲁莱-拉巴特的OSM定位图

特鲁莱-拉巴特的时区为UTC+01:00、UTC+02:00（夏令时）。

## 行政
特鲁莱-拉巴特的邮政编码为65140，INSEE市镇编码为65454。

## 政治
特鲁莱-拉巴特所属的省级选区为阿杜尔河谷-吕斯唐-马迪拉奈县。

## 人口

1962-2008年间特鲁莱-拉巴特人口变化图示

特鲁莱-拉巴特于2022年1月1日时的人口数量为107人。